# Silvia Zanardi
Silvia Zanardi (Fiorenzuola d'Arda, 3 maart 2000) is een Italiaans weg- en baanwielrenster die vanaf 2024 rijdt voor Human Powered Health Women. 

## Carrière
Bij de junioren won ze in 2018 de puntenkoers en de ploegenachtervolging op het wereldkampioenschap baanwielrennen. Tijdens de Europese kampioenschappen baanwielrennen van 2020 behaalde ze een tweede plaats op de puntenkoers bij de elite, nadat ze eerder dat jaar al de puntenkoers had gewonnen op het EK voor beloften. Op 10 september 2021 won ze de wegwedstrijd bij de beloften tijdens de Europese kampioenschappen wielrennen 2021. Twee dagen later werd ze derde in de Franse wedstrijd La Choralis Fourmies.

## Palmares

### Baanwielrennen
| Jaar         | IK                                                      | EK                                                                           | WK                                 | Overig     |
| Als junior   | Als junior                                              | Als junior                                                                   | Als junior                         | Als junior |
| ------------ | ------------------------------------------------------- | ---------------------------------------------------------------------------- | ---------------------------------- | ---------- |
| 2018         | omnium                                                  | ploegenachtervolging                                                         | ploegenachtervolging · puntenkoers |            |
| Als beloften |                                                         |                                                                              |                                    |            |
| 2020         |                                                         | puntenkoers · 4e achtervolging                                               |                                    |            |
| 2021         |                                                         | achtervolging · ploegenachtervolging · puntenkoers                           |                                    |            |
| 2022         |                                                         | koppelkoers · ploegenachtervolging · puntenkoers · achtervolging · 4e omnium |                                    |            |
| Als elite    |                                                         |                                                                              |                                    |            |
| 2020         | 4e afvalkoers 5e keirin                                 | puntenkoers                                                                  |                                    |            |
| 2021         |                                                         | ploegenachtervolging · 5e puntenkoers                                        | 5e puntenkoers                     |            |
| 2022         |                                                         | koppelkoers · ploegenachtervolging · puntenkoers · 9e achtervolging          | 6e puntenkoers                     |            |
| 2023         | afvalkoers · omnium · 4e achtervolging · 9e puntenkoers | 5e puntenkoers                                                               | 7e puntenkoers                     |            |
| 2024         |                                                         | 11e puntenkoers                                                              |                                    |            |

### Wegwielrennen
2021
 Europees kampioene op de weg, beloften
 La Choralis Fourmies
2022
3e etappe Ronde van de Pyreneeën
6e etappe Tour de l'Ardèche
2023
Gran Premio della Liberazione
4e etappe Tour de l'Ardèche
2024
Grote Prijs van Fourmies

### Resultaten in voornaamste wedstrijden
| Jaar | Ronde van Italië | Ronde van Frankrijk | Ronde van Spanje |
| ---- | ---------------- | ------------------- | ---------------- |
| 2020 | 53e              |                     | 36e              |
| 2021 | 72e              |                     | 63e              |
| 2022 | opgave           |                     |                  |
| 2023 | 54e              |                     | 82e              |
| 2024 | 91e              |                     | 98e              |
| 2025 | 102e             |                     | 100e             |

| Jaar | Amstel Gold Race | Luik-Bast.‑Luik | Scheldeprijs | Waalse Pijl |  | WK op de weg |
| ---- | ---------------- | --------------- | ------------ | ----------- |  | ------------ |
| 2020 |                  |                 |              |             |  |              |
| 2021 |                  | opgave          | 13e          | opgave      |  | 31e          |
| 2022 |                  |                 |              | 55e         |  |              |
| 2023 |                  |                 |              |             |  |              |
| 2024 | 110e             | opgave          |              |             |  |              |
| 2025 |                  |                 |              |             |  |              |

## Ploegen
- 2019 –  BePink
- 2020 –  BePink
- 2021 –  BePink
- 2022 –  BePink
- 2023 –  BePink-GOLD
- 2024 -  Human Powered Health
- 2025 -  Human Powered Health

Birjoekova · Borghesi (vanaf 2/7) · Christie · Cordon-Ragot · Doebel-Hickok · Edwards · Grossetête · Kasper · Malcotti · D. Pikulik · W. Pikulik · Raaijmakers · Ragusa · Williams · Wood · Zanardi · Zanetti
Blanco · Borghesi · Cipressi · Coles-Lyster · Edwards · Grossetête · de Jong · Kasper · Malcotti · Mitterwallner · D. Pikulik · W. Pikulik · Raaijmakers · Ragusa · Schweinberger · Williams · Zanardi